# Kulgam
Kulgam è una città dell'India di 13.523 abitanti, capoluogo del distretto di Kulgam, nel territorio del Jammu e Kashmir. In base al numero di abitanti la città rientra nella classe IV (da 10.000 a 19.999 persone).

## Geografia fisica
La città è situata a 33° 38' 60 N e 75° 1' 0 E e ha un'altitudine di 1.738 m s.l.m..

## Società

### Evoluzione demografica
Al censimento del 2001 la popolazione di Kulgam assommava a 13.523 persone, delle quali 7.517 maschi e 6.006 femmine. I bambini di età inferiore o uguale ai sei anni assommavano a 1.450, dei quali 724 maschi e 726 femmine. Infine, coloro che erano in grado di saper almeno leggere e scrivere erano 7.005, dei quali 4.746 maschi e 2.259 femmine.